# Praça da República (Recife)
A Praça da República é uma importante praça situada no bairro de Santo Antônio, no Recife, Pernambuco, Brasil.
Localiza-se no extremo norte do bairro, na Ilha de Antônio Vaz, sendo margeada noroeste, norte e nordeste pelo ponto de junção dos rios Capibaribe e Beberibe.
Na Praça da República estão edificados:
- O Palácio do Campo das Princesas, sede do governo estadual;
- O Teatro de Santa Isabel;
- O Palácio da Justiça.
- O Liceu de Artes e Ofícios de Pernambuco

Nove estátuas de deusas greco-romanas, produzidas em 1863 pela fundição francesa JJ Ducel et Fils e assinadas pelo escultor Eugène-Louis Lequesne, ali estão como guardiãs do lugar.  São elas:
- Ceres, a Deusa da fertilidade;
- Diana, Deusa da Caça (duas esculturas);
- Flora, Deusa das Flores;
- Juno, rainha dos deuses do Olimpo, protetora das mulheres e o casamento;
- Minerva, Deusa das artes e Ciências;
- Níobe, Vesta e Têmis, que são consideradas as Deusas da justiça.

Ali também se encontra um centenário baobá que — acredita-se — foi fonte de inspiração a Antoine de Saint-Exupéry, ao escrever O Pequeno Príncipe.

## História

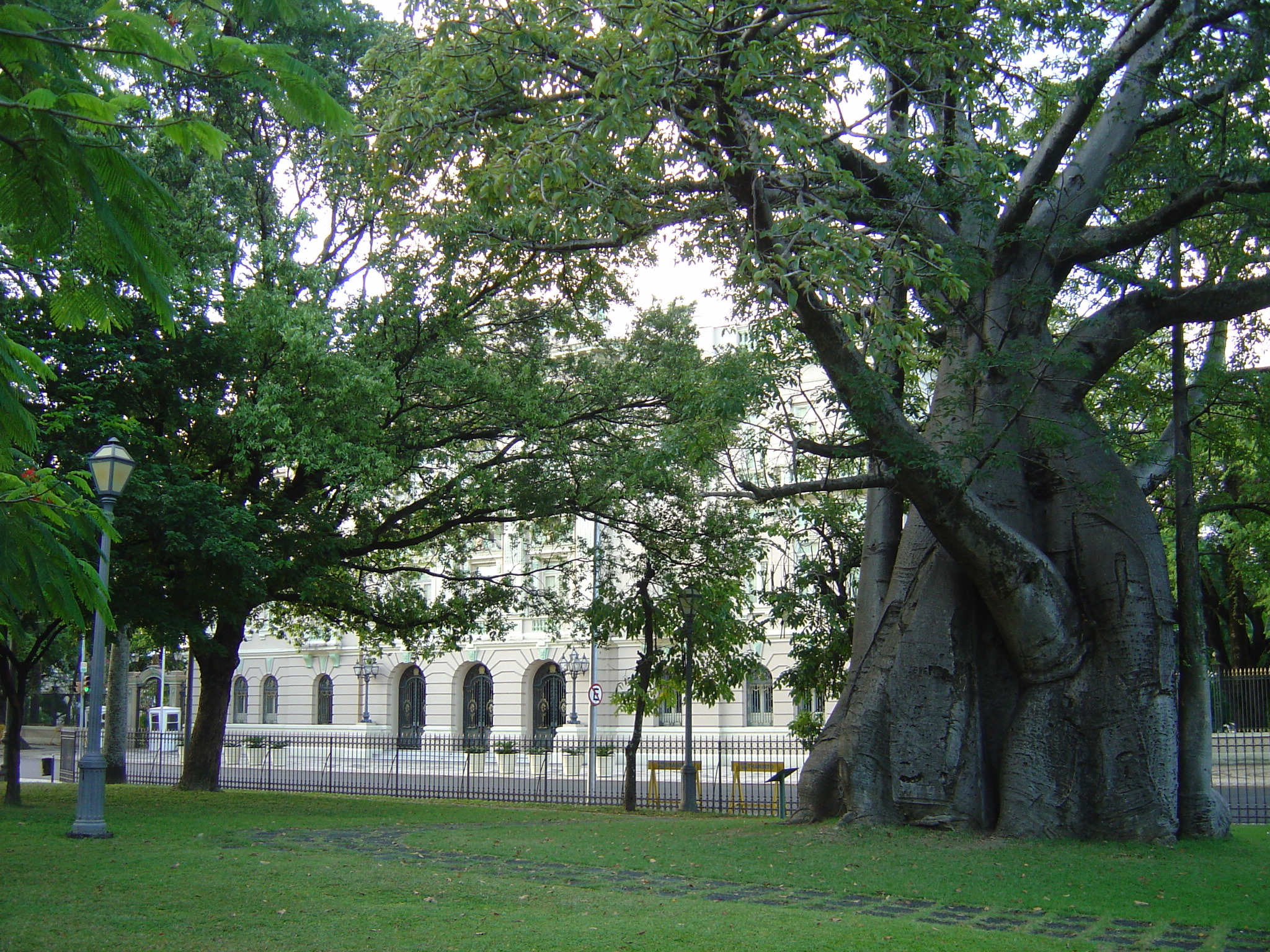
Baobá da Praça da República.
Ao fundo, vê-se o Palácio do Campo das Princesas.

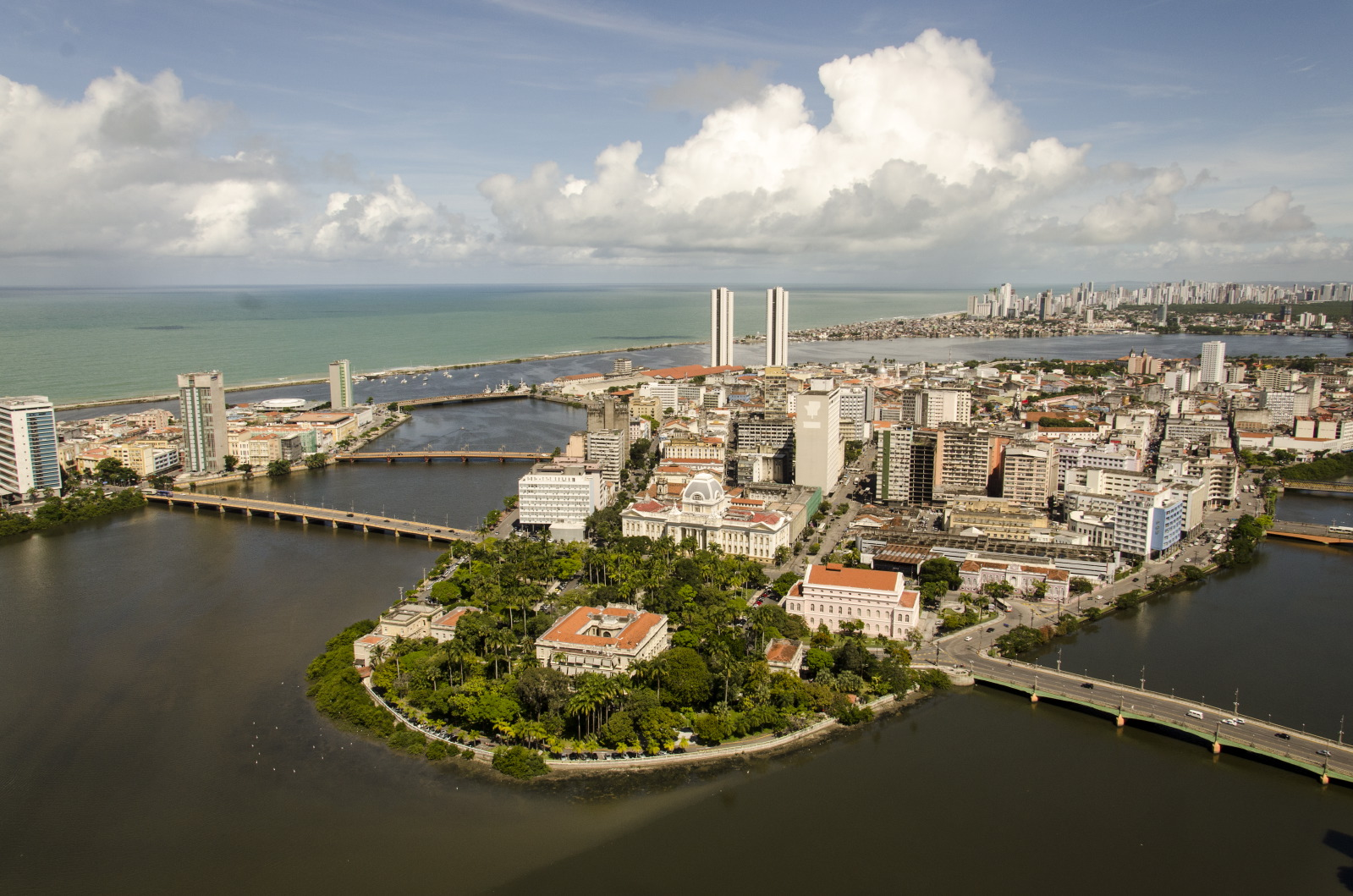
A Praça da República está localizada na Ilha de Antônio Vaz (foto).

A Praça da república já teve várias denominações.
O conde Maurício de Nassau construiu ali o Palácio de Friburgo, ou Palácio das Torres. Com sua destruição, no século XVIII, o local passou a ser denominado:
- Campo do Palácio Velho.

Depois, quando a tesouraria da Capitania de Pernambuco ali se instalou, onde antes era o Palácio das Torres, passou a ser chamado:
- Campo do Erário.

Durante a Revolução de 1817, passou a ser denominado:
- Campo da Honra.

Foi ali, sob esta denominação, que foram executados:
- Antônio Henriques Rabelo;
- Padre Antônio Pereira;
- Amaro Gomes Coutinho;
- Domingos Teotônio Jorge;
- José de Barros Lima, o Leão Coroado;
- José Peregrino Xavier de Carvalho; e o
- Vigário Tenório.

Com a construção do Palácio do Governo, mudou a denominação para:
- Largo do Palácio.

Esta denominação mudou, com a visita de Dom Pedro II, para
- Campo das Pincesas.

Finalmente, com a Proclamação da República, tomou a atual denominação.